# Vasquez Rocks
Vasquez Rocks est un parc naturel qui s'étend sur un peu plus de 3 km2, et situé au nord du comté de Los Angeles, en Californie, États-Unis. Il fait partie d'Agua Dulce, une census-designated place entre les villes Santa Clarita et Palmdale, juste au nord de Los Angeles, et fait partie de la chaine montagneuse des Sierra Pelona Mountains.

## Utilisation au cinéma et à la télévision
Par sa position peu éloignée de la vallée de Cahuenga, c'est-à-dire le lieu du futur Hollywood, ce parc sert de décor naturel pour les extérieurs de nombreux films. 
L'un des plus reconnaissables est la série de Walt Disney, Zorro. Le village de Los Angeles est entièrement construit en studio : la place, la caserne, l'auberge, l'église et quelques maisons dont le décor, modulable et photographié sous tous les angles possibles, ressert indéfiniment pour les scènes les plus diverses. Même principe pour les quelques paysages repérés dans Vasquez Rocks : le Camino Real qui serpente dans les montagnes, un chemin coudé entre des bosquets, un arbre qui a poussé au beau milieu de la route — autant de sites identifiables d'épisode en épisode. De même les scènes de la mission San Gabriel sont-elles tournées in situ au monastère de San Luis Rey (du nom du roi de France canonisé Saint-Louis).
Le site est présent de nombreuses fois dans les différentes séries Star Trek, en particulier dans la série originale.

## Galerie

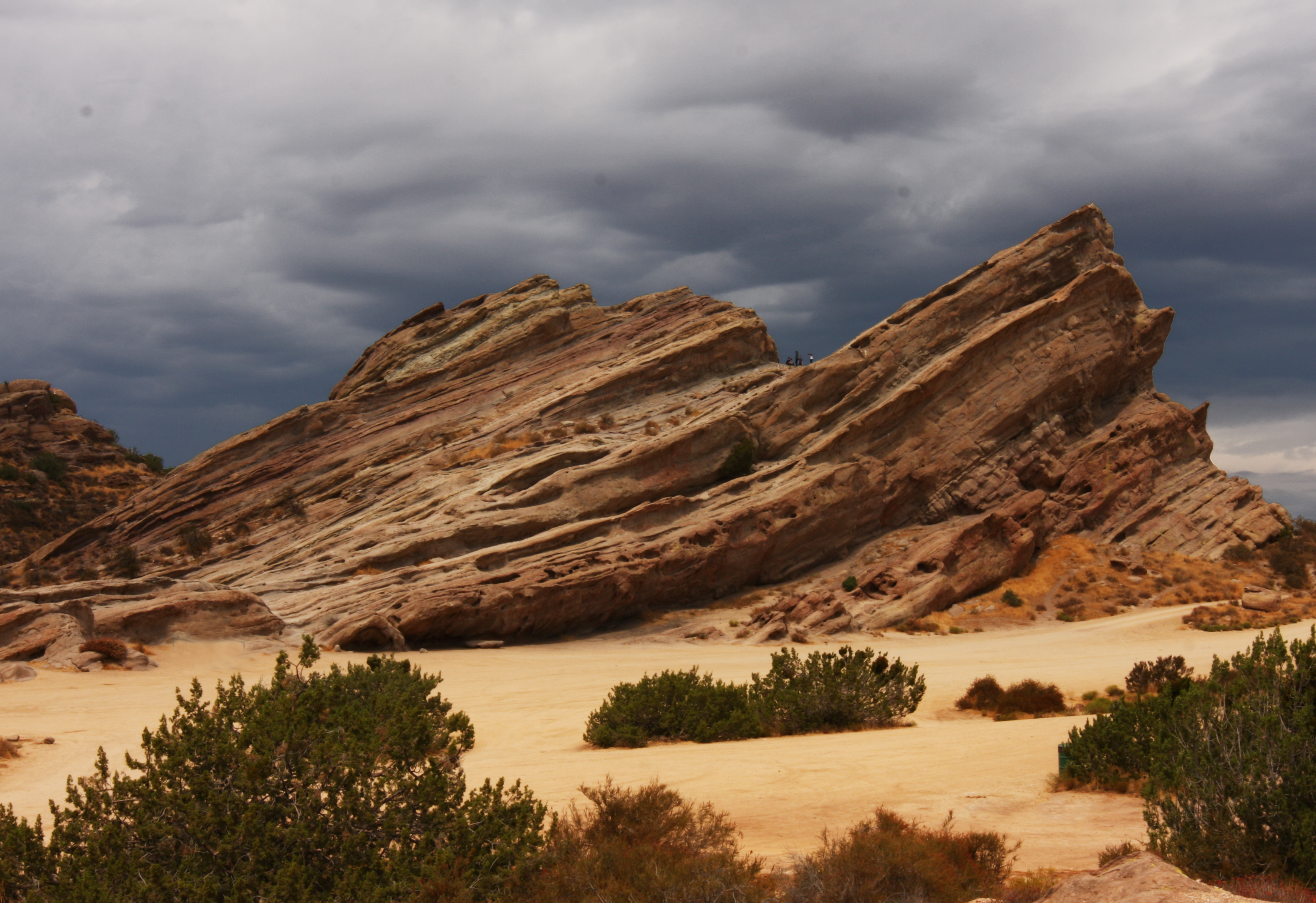
La principale formation rocheuse du site.
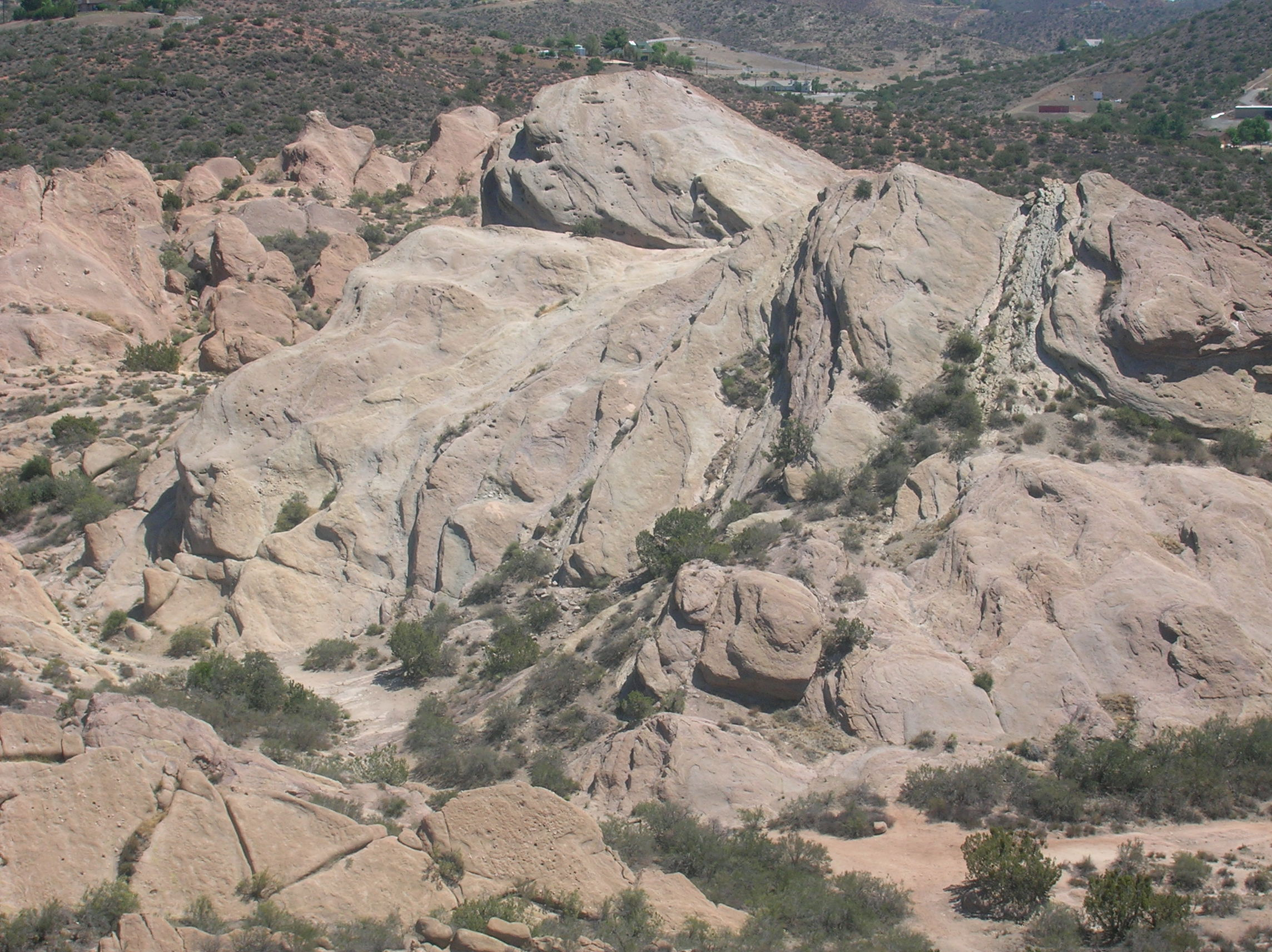
Vasquez Rocks
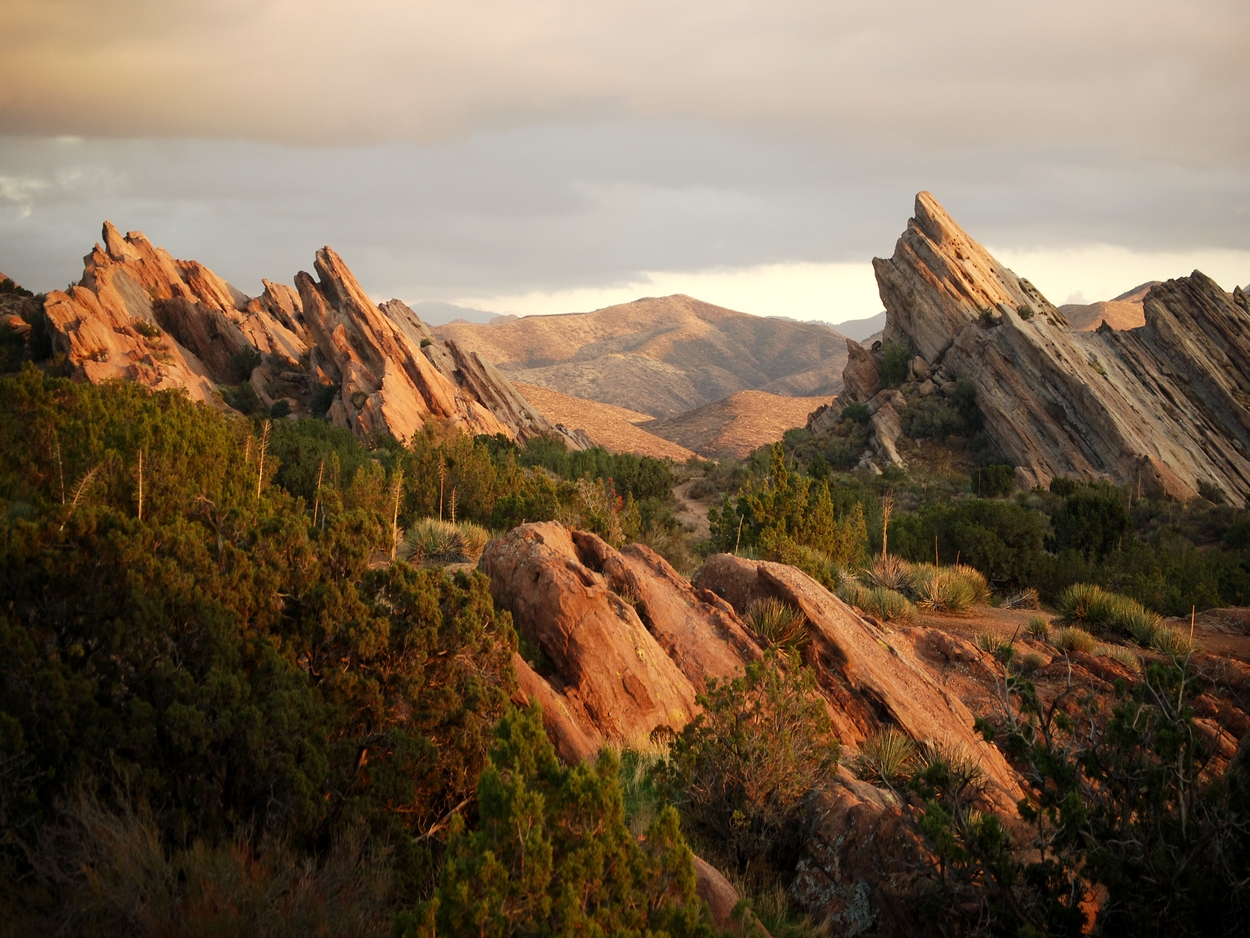
Vasquez Rocks au coucher du soleil.
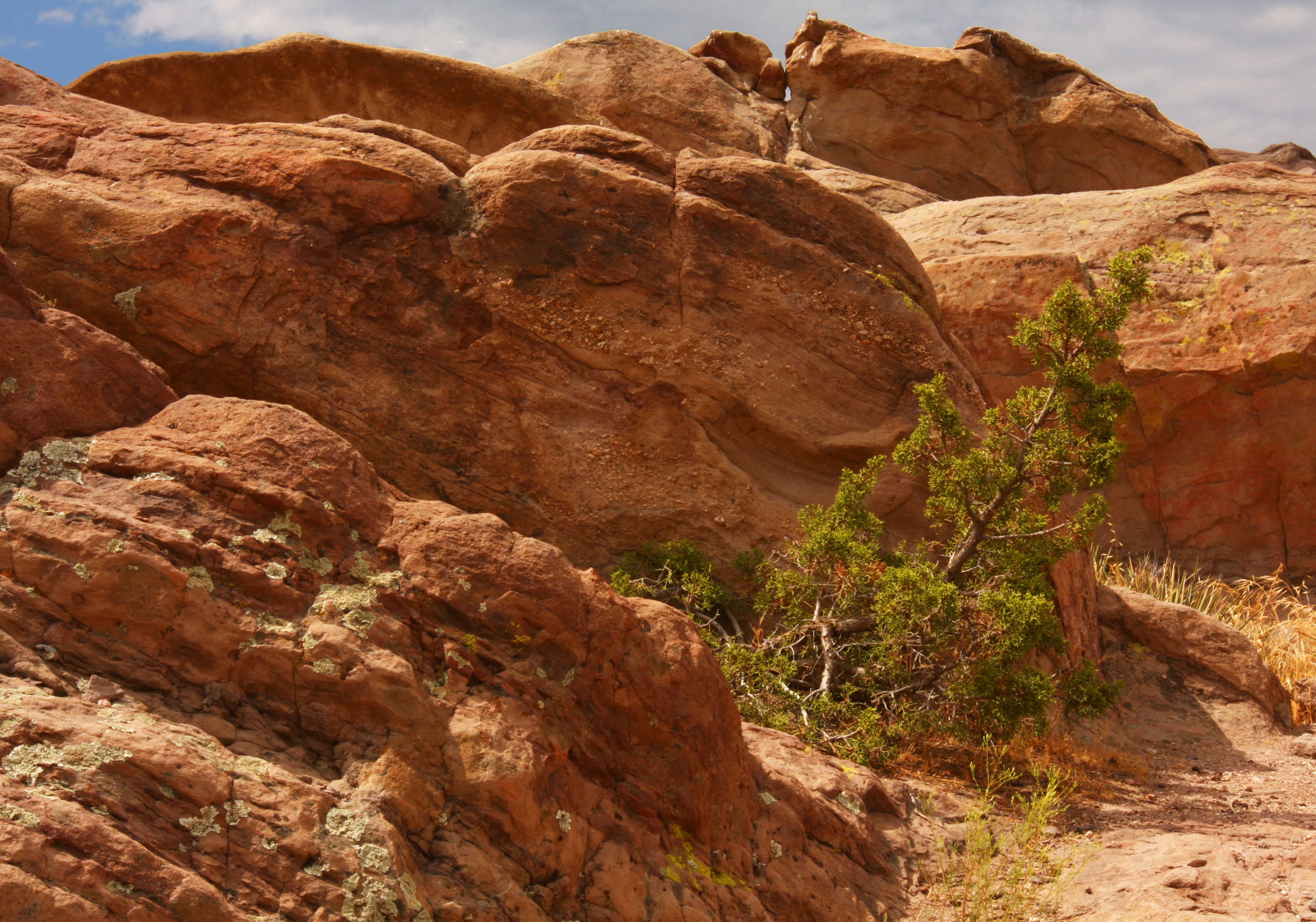
Un Juniperus californica poussant dans les rochers.